# Nagoya Challenger 1996
Il Nagoya Challenger 1996 è stato un torneo di tennis facente parte della categoria ATP Challenger Series nell'ambito dell'ATP Challenger Series 1996. Il torneo si è giocato a Nagoya in Giappone dall'8 al 14 aprile 1996 su campi in cemento.

## Vincitori

### Singolare
Kevin Ullyett ha battuto in finale  Peter Tramacchi con il punteggio di 3–6, 6–2, 6–3

### Doppio
Satoshi Iwabuchi /  Takao Suzuki hanno battuto in finale  Ben Ellwood /  Peter Tramacchi con il punteggio di 7–6, 7–6